# خانه افراسیاب توللی
خانه افراسیاب توللی مربوط به دوره پهلوی اول است و در شیراز، خیابان قاآنی کهنه، کوچه رحمت، پلاک ۳ واقع شده و این اثر در تاریخ ۸ مرداد ۱۳۸۱ با شمارهٔ ثبت ۶۰۷۶ به‌عنوان یکی از آثار ملی ایران به ثبت رسیده است.